# Firestone (Colorado)
Firestone é uma cidade  localizada no estado americano de Colorado, no Condado de Weld.

## Demografia
Segundo o censo americano de 2000, a sua população era de 1908 habitantes.
Em 2006, foi estimada uma população de 7124, um aumento de 5216 (273.4%).

## Geografia
De acordo com o United States Census Bureau tem uma área de
13,9 km², dos quais 13,8 km² cobertos por terra e 0,1 km² cobertos por água.

## Localidades na vizinhança
O diagrama seguinte representa as localidades num raio de 16 km ao redor de Firestone.